# Lady Magic
Lady Magic va ser un programa de televisió de la Rete 2, transmès del 25 d'abril de 1982 el diumenge a la tarda a les alle 20:40 durant nou setmanes. Va obtenir un dels Premis Ondas 1982.

## El programa
El títol del programa fa referència a la conducció totalment femenina que inclou com a protagonistes les cantants Ornella Vanoni, Maria Creusa, Ana Belén i Patty Austin.
L'espectacle no preveu una implicació directa del públic, ni a l'estudi ni a casa, sinó que es caracteritza pels efectes electrònics reproduïts en el fons de cada representació que reprodueixen gradualment les escenografies i els escenaris abstractes i que multipliquen la imatge dels intèrprets.
El programa, ple de gags, ballets i convidats a l'estudi, gaudia de la presència de Giancattivi per animar l'espai còmic.

## Equip tècnic
Director: Valerio Lazarov 

Autor: Italo Felici 

Escenografia: Gianni Villa

Vestuari: Ruggiero Vitrani

Coreografia: Jean Guelis

Direcció musical: Paolo Ormi